# Старые Безрадичи
Ста́рые Безра́дичи (укр. Старі Безрадичі) — село, входит в Обуховский район Киевской области Украины.
Население по переписи 2001 года составляло 628 человек. Почтовый индекс — 08714. Телефонный код — 4572. Занимает площадь 0,032 км². Код КОАТУУ — 3223187701.
Близ Старых Безрадичей расположено городище древнерусской крепости Тумащь.

## Местный совет
08714, Київська обл., Обухівський р-н, с. Старі Безрадичі